# Трифенілметил
Трифені́лмети́л — радикал складу (С6Н5)3С•. Він є першим радикалом, який вдалося виділити у вільному стані. Відкрив його М. Гомберг у 1900 р. Існування вільного трифенілметилу було доведено визначенням його молекулярної маси і вимірюванням магнітної сприйнятливості його розчинів. Стійкість трифенілметилу обумовлена тим, що неспарений електрон у радикалі може взаємодіяти з π-електронами трьох ароматичних кілець.
Трифенілметил може бути отримано гомолітичним розкладанням трифенілметилхлоріду металами, наприклад, сріблом або цинком, в бензені або діетиловому етері. Радикал 2 знаходиться в хімічній рівновазі з димером 3. У бензені концентрація радикалу становить 2%.

## Історія відкриття
Радикал був відкритий Мозесом Гомбергом у 1900 році в університеті Мічигану. Він спробував отримати гексафенілетан з трифенілметилхлориду та цинку в бензені реакцією Вюрца і виявив, що продукт, виходячи з його поведінки по відношенню до йоду та кисню, був набагато реакційноздатнішим, ніж передбачалося. Виявлена структура була використана при розробці спектроскопії ЕПР і підтверджена нею.
Правильну хіноїдну структуру для димеру було запропоновано ще в 1904 році, але незабаром після цього наукове співтовариство відмовилося від цієї структури на користь гексафенілетану (4). Лише 1968 правильна структура була перевідкрита дослідниками з Амстердамського вільного університету, які опублікували дані спектроскопії протонного ЯМР. 